# NGC 86
NGC 86 là một thiên hà dạng hạt đậu được ước tính nằm trong khoảng từ 275 đến 300 triệu năm ánh sáng trong chòm sao Tiên Nữ. Nó được Guillaume Bigourdan phát hiện vào năm 1884 và cường độ biểu kiến của nó là 14,9.